# Geschichte der Sirenenalarme in der Schweiz

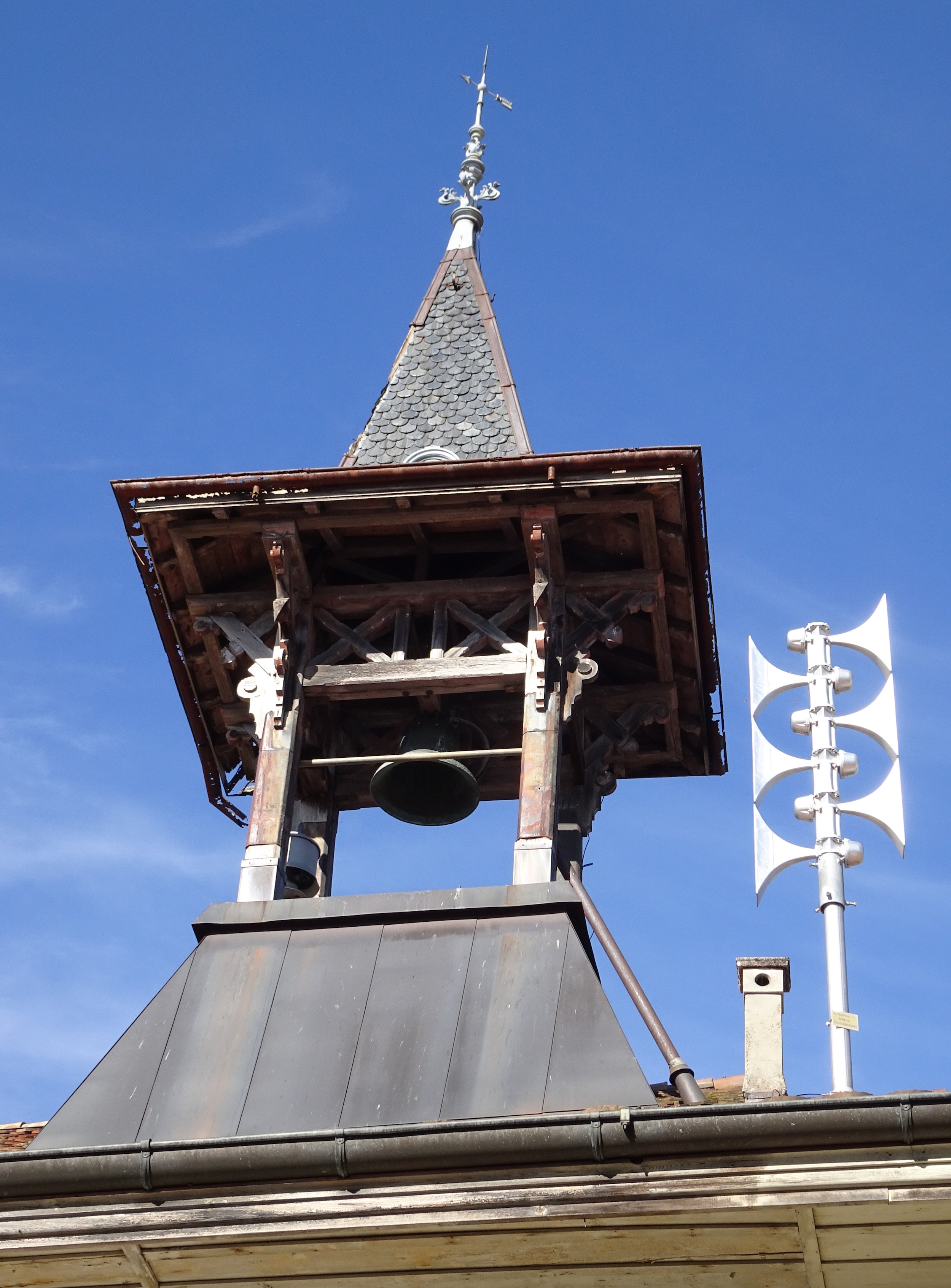
Sirene auf dem Rathaus von Bassins, Bauart Ergatec gmbh.

Als Beginn der Geschichte der Sirenenalarme in der Schweiz gelten die Erfindungen des Franzosen Charles Cagniard de la Tour, der 1819 mit der Messung von Tonfrequenzen begann. Doch erst im Ersten Weltkrieg wurden diese Sirenensignale vereinzelt für Feueralarme genutzt.

Sirene Tyfon KTG-10 für ortsfeste Montage, pneumatisch.

Heute stehen die rund 7200 Sirenen im Land unter der Hoheit des Bundesamts für Bevölkerungsschutz (BABS) und sind nur noch Element in einer Palette von Warnmöglichkeiten für die Schweizer Bevölkerung. Die beiden heute noch ausgelösten Alarme sind Allgemeiner Alarm und Wasseralarm.

## Entwicklung der Warnsignale
Schon vor Beginn des 19. Jahrhunderts gab es mit Warnrufen, Tierglockengeläut, Trommelschlagen oder Hornblasen die Möglichkeit zur Warnung der örtlichen Bevölkerung und zum Zusammen«trommeln» der Feuerwehr-Pflichtigen. Ein vernetztes System von Warnungen vor feindlichen Angriffen mithilfe von Feuer-, Rauch- oder Knallsignalen war ab dem 15. Jahrhundert üblich und mobilisierte die Truppen. Verbreitet waren auch die Hochwachten, sogenannte Chutzen.
Von Cagniard stammt auch das Wort Sirene, der sich damit aus der Fabelwelt der griechischen Mythologie bediente. Man darf annehmen, dass er mit der Ernsthaftigkeit, die er bei seinen Versuchen an den Tag legte, nicht an die zum Tod führende Praxis, sondern rein an die Warnfunktion der meist weiblichen Fabelwesen erinnern wollte, die die Seefahrer auf gefährliche Untiefen gelockt haben. Offenbar hatten diese Geräusche für Cagniard eine gewisse hypnotische Wirkung.
Hundert Jahre später waren erst wenige Sirenen installiert worden. Versuche zur Warnung und zum Zusammenrufen waren oft noch nicht sehr wirksam. Am 10. April 1920 heisst es beispielsweise, «der Alarm [von der Sirene auf dem Schlossturm] sei nicht stark genug, um die Leute aus dem Schlaf zu wecken, oder während des Tageslärms wirksam und genügend durchdringen zu können».

### Allgemeine Gefahrenlage
Einen besonderen Impuls bekam der Sirenenalarm durch die Aufrüstung der Wehrmacht, später noch einmal durch die Gefahr des Kalten Krieges. Nach ersten Bemühungen zum passiven Luftschutz der Zivilbevölkerung ab 1934 erfolgte am 18. September 1936 eine vom Bundesrat verabschiedete «Verordnung betr. Alarm im Luftschutz» mit dem Ziel, die Zivilbevölkerung rechtzeitig vor der Bedrohung aus der Luft zu schützen. Dazu wurden Gemeinden definiert, die besonders bedroht waren und dadurch als «luftschutzpflichtig» galten. Dort wurden von den Gemeinden auf Kosten des Bundes ortsfeste Sirenen installiert oder fahrbare Sirenen angeschafft und bewirtschaftet. Ziel dieses Gesetzes war es, insbesondere für Ortschaften, die kleiner als 2000 Einwohner waren, die Gemeinde von den Kosten für die Erstellung von Luftschutzeinrichtungen zu entlasten. Trotz Schutzräumen und Alarmierungssystem wurde der Schweizer Luftraum im Zweiten Weltkrieg tausendfach verletzt, waren 77 Mal Bombenabwürfe verzeichnet worden und 84 Menschen durch Kriegseinwirkung ums Leben gekommen.
Auch wenn sich die konkrete Gefahr nach dem Abwurf der Atombomben über Hiroshima und Nagasaki für die Schweizer Bevölkerung deutlich erhöht hatte, wurde die am 5. Oktober 1952 durchgeführte Volksabstimmung zum «Bundesbeschluss vom 28. März 1952 über den Einbau von Luftschutzräumen in bestehenden Häusern» mit nur 15,49 % Ja-Stimmen deutlich abgelehnt (Stimmbeteiligung 52,63 %). Die Kubakrise 1962 führte schliesslich zu einem höheren Bewusstsein der Gefahr und einem Umdenken in Sachen Zivilschutz.

### Gefahr durch Wasser
Ein weiteres Gefahrenpotential stellte das Bersten von künstlich angelegten Stauseen dar, sei es durch feindliche Zerstörung oder natürliche Ursache wie beispielsweise einen Bergsturz. Die Katastrophe von Vajont nördlich von Venedig, bei der 1963 mehr als 2000 Menschen starben, sensibilisierte die Behörden vor diesem möglichen Gefahrenbild, die nicht zwangsläufig Kriegshandlungen bedürfen, um Menschenleben zu gefährden. Mit der Revision der Talsperrenverordnung vom 10. Februar 1971 wurde ein Wasseralarmsystem eingerichtet, das den Radius der sogenannten Nahzone von 20 Minuten auf zwei Stunden erhöhte. Damit wurde festgelegt, dass innerhalb dieser Gefährdungszone Warnsirenen betrieben werden mussten. Schon in den 1960er Jahren setzte das Militär mit dem «System SF 57» der Firma Autophon AG aus Solothurn ein ähnliches Alarmierungssystem ein, das aber nur händisch und nicht durch Sensoren ausgelöst werden konnte. Daran wurden Sirenen vom Typ Tyfon der schwedischen Firma Ericsson über eine Standleitung angeschlossen.

### Schutz vor atomarer Strahlung
Nach dem Zwischenfall am Reaktor Lucens im Jahr 1969, der den Versuchsreaktor vollständig zerstörte und Strahlung freisetzte, begannen die Gemeinden und Kantone rund um neu errichtete Atomkraftwerke, ein flächendeckendes Alarmierungssystem einzurichten. Ab 1978 gab es in den Kantonen Solothurn und Aargau konkrete Verhaltensrichtlinien bei Störfällen, die auch den Alarm durch Sirenen einschlossen. Im Unterschied zum Allgemeinen Alarm, der durch einen einminütigen an- und abschwellenden Heulton gekennzeichnet ist, dauerte der Strahlenalarm zwei Minuten, war gleichfalls auf- und abschwellend, aber mehrfach unterbrochen.

## Medien
Das 1969 an alle Schweizer Haushalte verteilte Zivilverteidigungsbuch zeigte Murmeltier-Grafiken, in der die Verhaltensmassnahmen bei Gefahr thematisiert wurden. Durch schrille Pfiffe warnen Murmeltiere ihre Artgenossen und verkriechen sich zum Schutz unter den Boden. Gleiches wurde der Schweizer Bevölkerung empfohlen: bei Sirenenalarm schnell einen Schutzraum aufzusuchen. Für weitere Anweisungen sollen zudem die Radioinformationen gehört werden. Ab 1980 konnten die Warntöne der Sirenen und die damit verbundenen Sicherheitsvorschriften im Telefonbuch nachgeschlagen werden. Das Warnsystem funktionierte jetzt zwar, war aber noch nicht perfekt, wie der Grossbrand von Schweizerhalle 1986 zeigte.
Der heute noch übliche Probealarm am ersten Februar-Mittwoch eines jeden Jahres ertönte erstmals am 1. September 1982 und überzeugte nicht, weil in mehreren Kantonen überhaupt kein Gerät angeschlossen war. Seit 1988 ist dieser Test vom Bund verbindlich vorgeschrieben und wurde 1990 vom Halbjahresrhythmus auf jährliche Prüfung im Februar herabgestuft, was die inzwischen erreichte hohe Qualität der Prüfung aufzeigt.
Seit der Jahrtausendwende werden die ehemals pneumatischen Sirenen durch elektronische, batteriebetriebene Anlagen ausgetauscht. Hersteller sind heute Kockum Sonics, Sonnenburg Swiss, PSE Elektronik GmbH und Ergatec GmbH.
Mithilfe von Polyalert werden alle ca. 5000 Anlagen einheitlich gesteuert. «Die als sehr ausfallsicher beurteilte Alarmierung basiert auf dem Polycom-Netz, dem geschützten nationalen Funksystem der Behörden und Organisationen für Rettung und Sicherheit.»